# Gymnastique aux Jeux olympiques d'été de 1992
Navigation
Séoul 1988 Atlanta 1996